# NASA World Wind

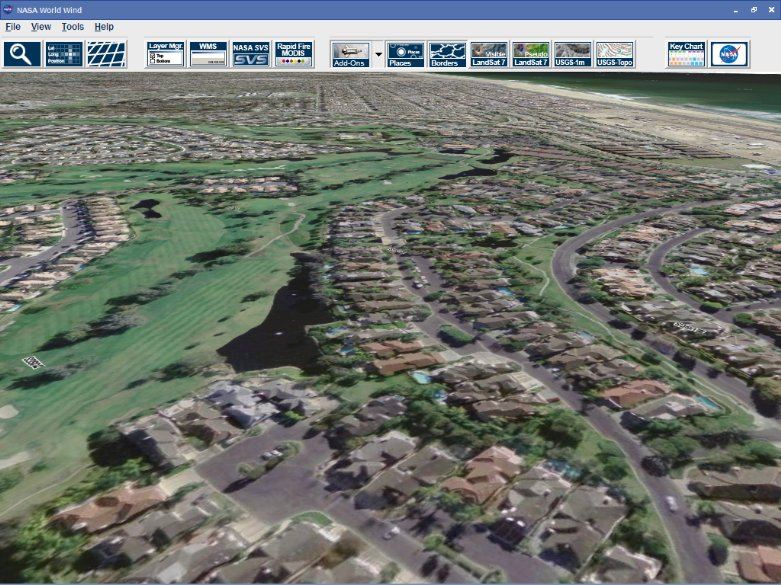
NASA World Wind (старий інтерфейс)

NASA World Wind — повністю тривимірний інтерактивний віртуальний глобус, створений НАСА. Використовує супутникові знімки НАСА та аерозйомку Геологічної служби США для побудови тривимірних моделей Землі, Місяця, Марса, Венери.
NASA World Wind використовує ліцензію з відкритим вихідним кодом. Унаслідок того, що при розробці використано технології (C#, DirectX), програма працює тільки під управлінням операційних систем Microsoft Windows.
Спочатку в програмі містяться карти з низькою роздільною здатністю. При наближенні деякої даної області на карті, зображення з високою роздільною здатністю викачуються із серверів НАСА.
Програма дозволяє вибирати масштаб, напрям і точку зору, видимі шари, проводити пошук по географічних назвах. Можливе відображення назв географічних об'єктів та політичних меж.
NASA World Wind має розширювану архітектуру. Існують застосунки для роботи з GPS, для відображення хмарності, землетрусів, ураганів у наближенні до реального часу та ряд інших застосунків.